# جونيلي باسار
غونسيلي باسار كان (بالتركية: Günseli Başar)‏(22 يناير 1932 – 20 أبريل 2013) هي متسابقة جمال تركية توج ملكة جمال تركيا عام 1951 وملكة جمال أوروبا عام 1952.

## نشأتها
ولدت باشار في 22 فبراير 1932 لعائلة ضابط في إسطنبول حيث كان والدها يعمل. ومع ذلك، سجلت ولادتها في وقت لاحق في أرضروم بسبب نقل والدها. كان عمها الأكبر هو الصدر الأعظم خليل رفعت باشا، مؤسس الدار (بالتركية: دارولاسزة) في إسطنبول ومفوض برج الساعة في إزمير. وهي من أصول تركية روميلية وشركسية وجورجية.
أكملت غونسيلي باسار تعليمها الثانوي في مدرسة إرينكوي الثانوية للبنات في إسطنبول. أثناء دراسته للنحت في جامعة معمار سنان للفنون الجميلة في إسطنبول، شاركت غونسيلي في مسابقة ملكة جمال نظمتها جريدة جمهوريت، وفازت بلقب ملكة جمال تركيا في 13 أكتوبر 1951. في العام التالي، مثلت بلدها في مسابقة ملكة جمال أوروبا التي أقيمت في نابولي بإيطاليا، وأصبحت أول ملكة جمال في تركيا تفوز بلقب ملكة جمال أوروبا في 20 أغسطس 1952.
تركت تعليمها الفني وتزوجت في سن الثالثة والعشرين من رجل الأعمال الخيري محمد كوتسي بيغدش. تزوجت غونسيلي للمرة الثانية في عام 1959 من رئيس بلدية إزمير، فاروق تونكا. كل من زواجها لم يدم طويلا. لديها ابنة واحدة زواجها الثاني وحفيدتين.
في عام 1977، قبلت عرضًا من إيرول سيمافي، مالك صحيفة حريت اليومية، لكتابة عمود بعنوان "Günseli Oradaydı" (:"كان جونسيلي هناك) من أجل تمويل تعليم ابنتها في الخارج. بعد عام واحد فقط من السفر في جميع أنحاء البلاد لكتابة عمودها، تعرضت لحادث مروري أصيبت فيه بجروح خطيرة. وأجريت لها عمليات جراحية متكررة في رأسها وذراعها. وبعد أن تعافت لم تعد إلى مهنتها في الكتابة.
عاشت غونسيلي باشار في بودروم بتركيا حتى وفاتها في 20 أبريل 2013 عن عمر يناهز 82 عامًا.